# خداحافظ (آلبوم آریان)
خداحافظ، عنوان پنجمین و آخرین آلبوم گروه آریان است که در روز ۱۹ اسفند ۱۳۹۳ با شعار «لطفاً کپی نکنید» در بازار موسیقی منتشر شد.
این آلبوم شامل ۱۱ قطعه است که هشت قطعه آن از ساخته‌های علی پهلوان، دو قطعه از ساخته‌های شراره فرنژاد و یک قطعه هم از کارهای سیامک خواهانی است. توزیع کننده این آلبوم شرکت هنر اول است.

## فهرست ترانه‌ها
| شماره | نام                  | سراینده      | آهنگساز       | تنظیم‌کننده    | مدت |
| ----- | -------------------- | ------------ | ------------- | ------------- | --- |
| ۱.    | «برگرد»              | علی پهلوان   | علی پهلوان    | فرشاد فارسیان | nil |
| ۲.    | «بیشتر»              | علی پهلوان   | علی پهلوان    | شهاب حسینی    | nil |
| ۳.    | «دلتنگی‌ها»           | علی پهلوان   | علی پهلوان    | سعید مدرس     | nil |
| ۴.    | «فاصله»              | علی پهلوان   | علی پهلوان    | شهاب حسینی    | nil |
| ۵.    | «دلم برات تنگ شده»   | شراره فرنژاد | شراره فرنژاد  | سعید مدرس     | nil |
| ۶.    | «تو موندی و من»      | علی پهلوان   | علی پهلوان    | شهاب حسینی    | nil |
| ۷.    | «نمیدونم»            | علی پهلوان   | علی پهلوان    | فرشاد فارسیان | nil |
| ۸.    | «تو که با من باشی»   | علی پهلوان   | سیامک خواهانی | سعید مدرس     | nil |
| ۹.    | «بعد تو»             | شراره فرنژاد | شراره فرنژاد  | شهاب حسینی    | nil |
| ۱۰.   | «تو چشای من نگاه کن» | علی پهلوان   | علی پهلوان    | شهاب حسینی    | nil |
| ۱۱.   | «تا ابد»             | علی پهلوان   | علی پهلوان    | فرشاد فارسیان | nil |